# Енріко Вейнгарде
Енріко Джон Вейнгарде (нід. Enrico John Wijngaarde, нар. 11 січня 1974, Парамарібо) — суринамський футбольний арбітр. Арбітр ФІФА з 2002 року.

## Кар'єра
З 2000 року обслуговував матчі вищого дивізіону Суринаму. З 2002 року отримав статус арбітра ФІФА і став працювати на міжнародних матчах. Зокрема судив на таких турнирах:
- Золотий кубок КОНКАКАФ 2005 (2 гри)
- Молодіжний чемпіонат світу до 20 років 2007 (2 гри)
- Золотий кубок КОНКАКАФ 2007 (2 гри)
- Суперкубок Суринаму 2009
- Карибський кубок 2010 (фінал)
- Юнацький (U-17) чемпіонат КОНКАКАФ 2011 (4 матчі, включаючи фінал)
- Золотий кубок КОНКАКАФ 2011 (2 гри)
- Золотий кубок КОНКАКАФ 2013 (3 гри)